# Gandy (Flórida)
Gandy é uma Região censo-designada localizada no estado americano de Flórida, no Condado de Pinellas.

## Demografia
Segundo o censo americano de 2000, a sua população era de 2031 habitantes.

## Geografia
De acordo com o United States Census Bureau tem uma área de
42,9 km², dos quais 6,6 km² cobertos por terra e 36,3 km² cobertos por água.

## Localidades na vizinhança
O diagrama seguinte representa as localidades num raio de 16 km ao redor de Gandy.